# Theropithecus oswaldi
Theropithecus oswaldi — вымерший вид приматов из рода гелады, семейства мартышковых (Cercopithecidae), близкий родственник павианов.
Ископаемые остатки этого вида известны из раннего и среднего плейстоцена Кении, Эфиопии, Танзании, Южной Африки, Испании, Марокко и Алжира. Похоже, это был специализированный травоядный вид. Вымер в Южной Африке около 1,0 млн лет назад. Поскольку они существовали рядом с гомининами, такими как Homo erectus, вполне вероятно, что конфликт с древними людьми сыграл роль в их вымирании, поскольку было обнаружено место, где было убито много молодых особей .

## Описание
Этот вид отличается большими размерами по сравнению с другими обезьянами Старого Света. По оценкам одного источника, экземпляр Theropithecus oswaldi весил 72 кг. Посткраниальные окаменелости, обнаруженные у этого вида, намного больше по размеру, чем дошедшие до нас Papionini, включая мандрила.